# Bachivillers
Bachivillers foi uma comuna francesa na região administrativa de Altos da França, no departamento de Oise. Estendia-se por uma área de 5,91 km². Em 2010 a comuna tinha 432 habitantes (densidade: 73,1 hab./km²).
Em 1 de janeiro de 2019, passou a formar parte da nova comuna de Montchevreuil.